# Antona subluna
Antona subluna là một loài bướm đêm thuộc phân họ Arctiinae, họ Erebidae.